# Agustín Armendáriz Murillo
Agustín Armendáriz Murillo (castellà: Agustín Armendáriz)  (Viana, 1 d'abril de 1786 - 20 de desembre de 1875) va ser un polític progressista navarrès, ministre de la governació durant la minoria d'edat d'Isabel II d'Espanya.

## Biografia
Va estudiar dret a les Universitats d'Oñati, Osca i Salamanca. El 1815 fou nomenat advocat dels Tribunals Reials del Regne de Navarra. En 1819 fou Relator del Suprem Consell de Navarra. Fundador de la Societat Patriòtica de Pamplona, de tarannà progressista, va donar suport el pronunciament de Rafael del Riego. Durant el trienni liberal va formar part de la Junta de governació del virregnat (1820) i fou Secretari de la Junta i del Govern Polític de Navarra (1821), Toledo (1822) i Conca. Quan arribaren els Cent Mil Fills de Sant Lluís va haver de fugir a l'estranger.
Va donar suport a la causa de la futura reina Isabel II d'Espanya; el 1835 fou nomenat Governador civil de Conca, Granada i Sevilla fins a 1836, quan va ser elegit diputat a la Diputació Foral de Navarra. Fou subsecretari del ministeri de la governació des de 1837 i ministre de governació entre abril i juliol de 1840 en el gabinet del president Evaristo Pérez de Castro. Durant el seu mandat fou un dels elaboradors de la Llei dels Ajuntaments.
A poc a poc va adoptar posicions moderades i el 29 de novembre de 1839 fou un dels signants del Manifest Monàrquic-Constitucional. En 1840 va ser elegit diputat per Navarra i va ser quart Vicepresident del Congrés. Fou senador vitalici des de 1845 i el 1846 intendent de la Casa Reial Espanyola. En 1853 va rebre el títol nobiliari de marquès d'Armendáriz, de nova creació.
Del seu matrimoni amb María de la Natividad Sainz de Urbina (1800-1875) va tenir una única filla, María de la Asunción Sinforosa.